# اوئانکا سانکوس
اوئانکا سانکوس (به اسپانیایی: Huanca Sancos) یک شهرک در پرو است که در منطقه آیاکوچو واقع شده‌است.